# Apsilus
Apsilus is een geslacht van straalvinnige vissen uit de familie van de snappers (Lutjanidae), orde baarsachtigen (Perciformes).

## Soorten
- Apsilus dentatus Guichenot, 1853
- Apsilus fuscus Valenciennes, 1830